# Саммір
Жорже Саммір Крус Кампос (порт. Jorge Sammir Cruz Campos, нар. 23 квітня 1987, Ітабуна) — хорватський футболіст бразильського походження, півзахисник.
Саммір народився в Бразилії, де і розпочав грати у футбол, а згодом перебрався до Хорватії, де 8 років грав за «Динамо» (Загреб), провівши понад 350 ігор за команду і вигравши низку трофеїв. У цей же час отримав хорватське громадянство та провів сім матчів за збірну Хорватії, зігравши в тому числі і на чемпіонаті світу 2014 року.

## Ігрова кар'єра
У дорослому футболі дебютував 2004 року виступами за «Атлетіку Паранаенсе», проте пробитися до основної команди не зумів.
Тому з 2005 по 2006 рік грав на правах оренди у складі «Ферров'ярії», «Паулісти» та «Сан-Каетану».

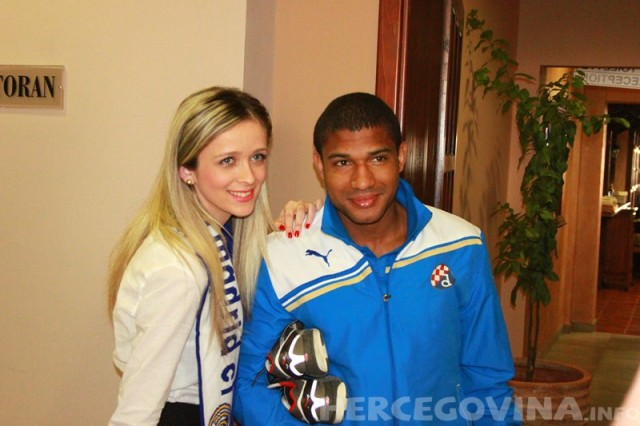
Саммір у складі «Динамо» (Загреб). 2013 рік.

Своєю грою за останню команду привернув увагу представників тренерського штабу «Динамо» (Загреб), до складу якого на правах оренди приєднався 6 листопада 2006 року. Після завершення оренди хорватський клуб повністю викупив контракт футболіста. За 7 років, проведених у Загребі, встиг відіграти за «динамівців» 182 матчі в національному чемпіонаті, в яких 47 вражав ворота суперників. 24 березня 2012 року Саммір провів ювілейну, 300-у гру в усіх змаганнях за «Динамо» з капітанською пов'язкою на руці, увійшовши таким чином до двадцятки гравців, які зіграли найбільшу кількість матчів за «Динамо» за понад сторічну історію клубу. Після семи років у синій футболці Саммір наприкінці 2013 року покинув «Динамо» як найбільш титулований гравець в історії клубу. Всього з 2007 по 2013 рік він провів за «Динамо» 377 матчів, забив 85 голів.
31 січня 2014 року уклав контракт на 3,5 роки з іспанським «Хетафе». Провівши в іспанському чемпіонаті 31 гру, у лютому 2015 перебрався до Китаю, де уклав трирічний контракт з «Цзянсу Сайнті». 15 липня 2016 року він був відданий в оренду «Ханчжоу Грінтаун» на півроку.
На початку 2017 року після трирічної відсутності Саммір повернувся в загребське «Динамо» на правах вільного агента. У липні 2017 року, після звільнення тренера Івайло Петева, за два дні до початку нового чемпіонату, Саммір також покинув «Динамо». Він за півроку провів у чемпіонаті 12 матчів і забив один гол, а в Кубку зіграв двічі. Натомість у липні 2017 року Саммір підписав контракт з китайським «Ухань Залл».
На початку лютого 2019 року Саммір підписав контракт зі своїм восьмим клубом у кар'єрі та повернувся до рідної Бразилії у футбольний клуб «Спорт Ресіфі», але був звільнений клубом лише через кілька місяців.
У вересні 2019 року перебрався в «Локомотиву» на правах вільного агента і грав за клуб до березня 2021 року, коли завершив кар'єру гравця.

## Виступи у збірній
Виступав за юнацькі збірні Бразилії до 17 і до 18 років, але до молодіжної команди пробитись не зміг.
Тим не менш, виступи Самміра за «Динамо» (Загреб) спричинили зацікавленість у збірній Хорватії, яка заявила бажання про натуралізацію гравця і можливість його виступів за збірну. На початку 2012 року ФІФА видав дозвіл на виступи Самміра в збірній Хорватії і 27 вересня 2012 року Саммір отримав виклик у збірну від Ігора Штимаця, опинившись на широкому списку кандидатів на матчі хорватської збірної проти Македонії і Уельсу в кваліфікації чемпіонату світу в Бразилії.
2 жовтня 2012 року він дебютував за збірну, вийшовши на 65-ій хвилині матчу замість Никиці Єлавича проти Македонії, який закінчився перемогою Хорватії з рахунком 2:1. 
У складі балканської збірної був учасником чемпіонату світу 2014 року, де зіграв у одному матчі проти Камеруну (4:0), відігравши 72 хвилини, перш ніж був замінений на Матео Ковачича. Після завершення турніру він більше не грав у складі національної збірної.

## Титули та досягнення

### Національні
- Чемпіон Хорватії (6):

«Динамо» (Загреб): 2007–08, 2008–09, 2009–10, 2010–11, 2011–12, 2012–13
- Володар Кубка Хорватії (6):

«Динамо» (Загреб): 2006-07, 2007-08, 2008-09, 2010-11, 2011-12, 2016-17
- Володар Суперкубка Хорватії (2):

«Динамо» (Загреб): 2010, 2013
- Володар Кубка Китаю (1):

«Цзянсу Сунін»: 2015